# Karl A. Mollnau
Karl A. Mollnau (* 10. November 1933 in Haynrode; † 28. Januar 2021) war ein deutscher Jurist.

## Leben
Von 1952 bis 1956 studierte er Jura an der Humboldt-Universität zu Berlin. Nach der Promotion zum Dr. iur. 1960 war er von 1961 bis 1962 Dozent für das Fachgebiet Staats- und Rechtstheorie an der HUB. 1968 wurde er Professor mit Lehrauftrag für Staats- und Rechtstheorie. Von 1972 bis 1990 lehrte er an der Akademie der Wissenschaften zu Berlin, Bereichsleiter des neu gegründeten Bereichs Rechtstheorie am Institut für Theorie des Staates und des Rechts.
Mollnau veröffentlichte außerdem mehrere kirchenkritische Werke.

## Schriften (Auswahl)
- Aus dem Schuldbuch des politischen Katholizismus. Dietz Verlag, Berlin 1958.
- mit Harry Dettenborn: Rechtsbewusstsein und Rechtserziehung. Berlin 1976.
- mit Karl-Heinz Schöneburg und Wolfgang Weichelt: Macht und Recht, Einheit oder Gegensatz?. Berlin 1976.
- Vom Recht als Triebkraft wirtschaftlichen Wachstums. Notate zur ökonomischen Potenz des Rechts. Berlin 1983.
- mit Karl-Heinz Schöneburg: Vier Jahrzehnte mit neuem Recht. Berlin 1985.